# Michel Olçomendy
Michel Olçomendy (in cinese: 奧爾科曼迪, Ōuěr KēMànDí; Saint-Étienne-de-Baïgorry, 29 agosto 1901 – Singapore, 4 luglio 1977) è stato un missionario e arcivescovo cattolico francese, primo arcivescovo metropolita di Singapore.

## Biografia
Nacque a Saint-Étienne-de-Baïgorry nel 1901 e il 29 maggio 1926 fu ordinato presbitero della Società per le missioni estere di Parigi.

### Vescovo di Malacca
Papa Pio XII lo nominò vescovo di Malacca il 9 gennaio 1947. Ricevette la consacrazione episcopale il 1º giugno successivo per l'imposizione delle mani del vescovo Frédéric-Joseph-Marie Provost e dei co-consacranti Albert-Pierre Falière e Jean-Baptiste-Maximilien Chabalier. La sua genealogia episcopale fa capo alla linea minore che ha come capostipite l'arcivescovo di Tolosa, mons. François de Bovet. Fu elevato alla dignità personale di arcivescovo il 19 settembre 1953 a soli 52 anni.
Fu padre conciliare in tutte e quattro le sessioni del Concilio Vaticano II.

### Arcivescovo di Malacca-Singapore e arcivescovo di Singapore
Divenne arcivescovo metropolita di Malacca-Singapore il 25 febbraio 1955 e fu nominato presidente della Conferenza episcopale della Malesia, di Singapore e del Brunei dal 1964 al 1969.
Per volere di papa Paolo VI, il 18 dicembre 1972 l'arcidiocesi di Malacca-Singapore fu divisa nelle diocesi di Melaka-Johor e nell'arcidiocesi di Singapore. In quell'occasione mons. Olçomendy divenne il primo arcivescovo metropolita dell'arcidiocesi di Singapore, carica che mantenne fino al 3 febbraio 1977, quando si dimise per raggiunti limiti d'età. Morì a Singapore il 4 luglio 1977.

## Genealogia episcopale e successione apostolica
La genealogia episcopale è:
- Arcivescovo François de Bovet
- Vescovo Jacques-Léonard Pérocheau, M.E.P.
- Arcivescovo Eugène-Jean-Claude-Joseph Desflèches, M.E.P.
- Vescovo François-Eugène Lions, M.E.P.
- Vescovo Jean-Joseph Fenouil, M.E.P.
- Vescovo Marc Chatagnon, M.E.P.
- Vescovo Jean-Claude Bouchut, M.E.P.
- Vescovo Pierre Louis Perrichon, M.E.P.
- Vescovo Frédéric-Joseph-Marie Provost, M.E.P.
- Arcivescovo Michel Olçomendy, M.E.P.

La successione apostolica è:
- Arcivescovo Dominic Aloysius Vendargon (1955)
- Arcivescovo Gregory Yong Sooi Ngean (1968)